# 小鳍鱼龙属
小鰭魚龍屬（學名：Nannopterygius）是魚龍目大眼魚龍科的一屬，生存於侏儸紀（卡洛维阶到提通阶），化石發現於英格蘭與德國。

## 下属物种
本属包括以下物种：
- Nannopterygius borealis Zverkov & Jacobs, 2021
- 小鰭魚龍 Nannopterygius enthekiodon (Hulke, 1871)
- Nannopterygius saveljeviensis [3]